# شاومي مي سمارت باند 6
شاومي مي سمارت باند 6 (بالإنجليزية: Xiaomi Mi Smart Band 6)‏ هو جهاز تعقب لياقة بدنية وساعة ذكية صغيرة يتم إنتاجه من قبل شركة شاومي الصينية، تم إطلاق الجهاز في عام 2021 وهو الإصدار السادس من سلسلة Mi Smart Band التي حققت نجاحًا كبيرًا في سوق الأجهزة القابلة للارتداء. يحتوي على شاشة AMOLED بدقة 1.56 بوصة و 152 × 486 بكسل ومراقب لمعدل ضربات القلب على مدار الساعة وطوال أيام الأسبوع ومستشعر SpO2، كما أنه يأتي مع متغير اتصال قريب المدى . يسمح الجهاز بإلغاء قفل أجهزة الكمبيوتر المحمولة التي تعمل بنظام مايكروسوفت ويندوز من خلال ويندوز 10.

## مواصفات
يأتي السوار بشاشة AMOLED مقاس 1.56 بوصة، مقاوم للماء والغبار بمعيار 5ATM، يمتاز أيضا بالعديد من الوظائف الصحية والرياضية، من بينها مراقبة معدل ضربات القلب، ومراقبة النوم، وتتبع الأنشطة الرياضية واللياقة البدنية، وتتبع الدورة الشهرية للنساء، وتتبع مستوى الأكسجين في الدم، ومراقبة مستوى التوتر والتعب.